# Musei civici di Padova
I Musei civici di Padova, noti anche come Musei civici agli Eremitani, sono un complesso museale situato in piazza Eremitani nella città di Padova.
I musei civici raggruppano il Museo archeologico e il Museo d'arte medievale e moderna. Dal 1985 è ospitato nei chiostri dell'ex convento dei frati eremitani, restaurati secondo il progetto degli architetti Franco Albini e Franca Helg. Da alcuni anni fa parte dei musei civici anche il prospiciente palazzo Zuckermann, che ospita il Museo di arti applicate e il Museo Bottacin.
Il nucleo più antico del museo è l'antica collezione dei Canonici Lateranensi di San Giovanni di Verdara resa pubblica nel 1784. Il Convento di San Giovanni fu soppresso nel 1783 e le raccolte artistiche furono assegnate al Comune. Dopo le soppressioni di enti religiosi avvenute in epoca napoleonica, il nome del Museo fu dato nel 1825 alla raccolta di iscrizioni venetiche, greche e romane che l'abate Furlanetto aveva esposto nelle logge del Palazzo della Ragione.
È annessa al complesso la cappella degli Scrovegni con il celebre ciclo di affreschi di Giotto.
Recentemente (2004), nel piano nobile del Caffè Pedrocchi, è stato allestito il Museo del Risorgimento e dell'età contemporanea.
Nel 2012 è stato visitato da 256.471 persone.

## Museo archeologico
Il Museo archeologico ospita reperti di epoca preromana, provenienti da necropoli patavine, databili dall'VIII al III secolo a.C., vasi decorati risalenti al terzo periodo atestino (VI - V secolo a.C.), stele paleovenete, oggetti votivi, bronzetti etruschi, italici e paleoveneti. La sezione romana ospita tra l'altro il busto di Sileno, il cippo funerario della danzatrice Claudia Toreuma, la monumentale edicola funeraria dei Volumnii e numerosi mosaici di epoca tardo-romana. Due sale sono riservate a reperti egiziani recuperati dall'esploratore padovano Giovanni Battista Belzoni.

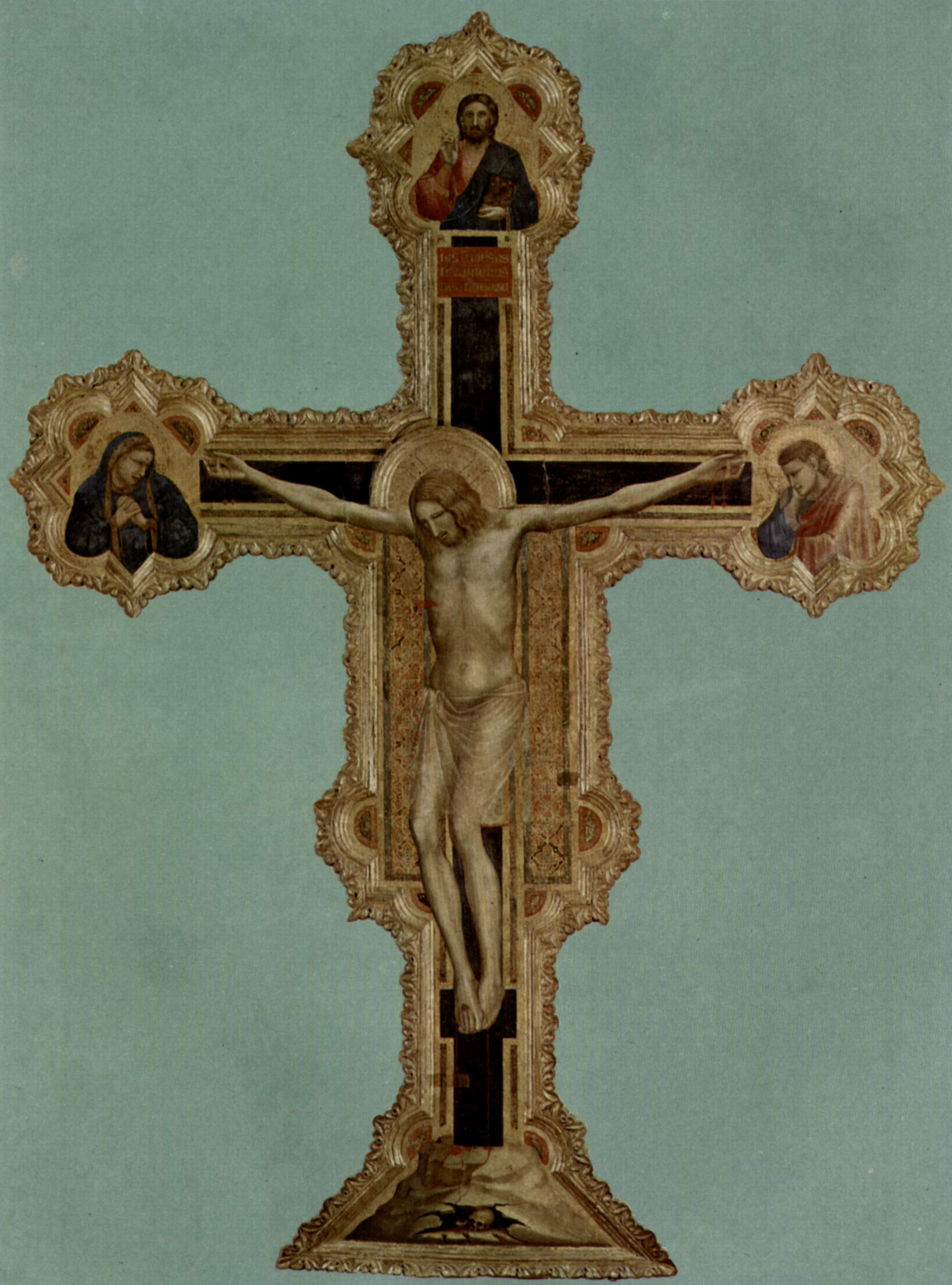
Il Crocifisso di Giotto

## Museo d'arte medievale e moderna

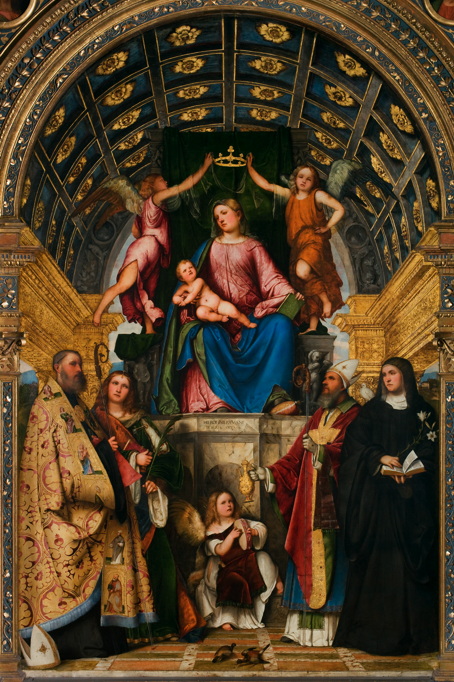
Romanino - Pala di Santa Giustina.

Il Museo d'arte medievale e moderna ospita una pinacoteca con circa 3000 dipinti datati dal Trecento all'Ottocento, oltre ad un'ampia collezione di sculture, frammenti decorativi e architettonici. L'occasione per la costituzione di una vera e propria Pinacoteca Civica fu la concessione al Comune da parte dell'imperatore Francesco Giuseppe, in visita a Padova nel 1857, dei dipinti provenienti dalle corporazioni religiose soppresse. Acquisti e lasciti privati arricchirono le collezioni. 
Vi si trovano opere, tra gli altri, di Giorgione, Tiziano Vecellio (Nascita di Adone, Selva di Polidoro), Giotto, Guariento, Francesco Squarcione (Polittico de Lazara), Romanino, Tintoretto, Paolo Veronese, Antonio Canova, Giambattista Tiepolo, Jacopo Bellini, Pietro Della Vecchia, Bernardo Strozzi, Sebastiano Mazzoni, Andrea Briosco, Valentin Lefevre, Luca Giordano, Giambattista Piazzetta, Pietro Longhi, Marco Ricci, Bartolomeo Pedon, François de Dijon, Bernardino Luini, Chiara Varotari e Andrea Previtali.
Il Lapidario (chiostro minore) raccoglie frammenti architettonico-decorativi provenienti da Padova e dal territorio, che danno informazioni sulla Città dal Medioevo fino alla caduta della Repubblica Veneta.

## Museo di arti applicate e Museo Bottacin
A palazzo Zuckermann si trova invece il nuovo Museo di arti applicate che espone oltre duemila pezzi tra mobili, paramenti sacri, oggetti devozionali e liturgici, vetri, intagli, ceramiche, argenti, avori, tessili.
Gli oltre 400 gioielli esposti provengono dal lascito di Leone Trieste (1883).
Al secondo piano trova spazio il Museo Bottacin, che ospita una collezione, prevalentemente numismatica, donata dal mercante triestino Nicola Bottacin alla città di Padova nel 1865. Le sale richiamano idealmente gli ambienti della villa triestina del Bottacin. Vi trovano posto quadri, mobili, armi antiche, sculture. Una intera sezione è dedicata agli oltre 20.000 pezzi della collezione di monete e medaglie, ordinati in successione cronologica, a partire da esemplari di epoca preromana, per passare a emissioni di epoca repubblicana e imperiale, a monete medioevali e a monete di epoca veneziana, di cui la collezione Bottacin è una delle più complete al mondo.

## Museo del Risorgimento e dell'età contemporanea
Il Museo del Risorgimento e dell'età contemporanea è stato allestito accanto al piano nobile dello storico Caffè Pedrocchi. Vi sono conservati documenti che testimoniano un secolo e mezzo di storia padovana e nazionale, dalla caduta della Repubblica di Venezia (1797) alla promulgazione della Costituzione italiana (1948).
In una saletta del museo si possono visionare filmati, tratti da cinegiornali d'epoca, sulla visita di Mussolini a Padova nel 1938 e su altri eventi storici della città, una giubba rossa originale ed una copia del celeberrimo "obbedisco" di Garibaldi.